# Alex Russell
Alex Russell (11 de dezembro de 1987) é um ator australiano. Ele é mais conhecido por seus papéis nos filmes Chronicle e Carrie, e na telessérie S.W.A.T.

## Filmografia

### Cinema
| Ano  | Título                  | Papel           | Notas         |
| ---- | ----------------------- | --------------- | ------------- |
| 2010 | Wasted on the Young     | Zack            |               |
| 2010 | Almost Kings            | Hass            |               |
| 2011 | The Best Man            | Malcolm         | Curta         |
| 2011 | Halloween Knight        | Paul            | Curta         |
| 2012 | Chronicle               | Matt Garetty    |               |
| 2012 | Bait 3D                 | Ryan            |               |
| 2013 | The Host                | Seeker Burns    |               |
| 2013 | Carrie                  | Billy Nolan     |               |
| 2013 | Love and Dating in L.A. |                 | Diretor/Curta |
| 2014 | Believe Me              | Sam Atwell      |               |
| 2014 | Cut Snake               | Sparra Farrell  |               |
| 2014 | Invencível              | Pete Zamperini  |               |
| 2015 | Prisoner of War         | Bo              |               |
| 2015 | Pacific Standard Time   | Unknown         |               |
| 2016 | Goldstone               | Josh            |               |
| 2016 | Blood in the Water      | Percy           |               |
| 2017 | Only the Brave          | Andrew Ashcraft |               |
| 2017 | Jungle                  | Kevin           |               |
| 2017 | Rabbit                  | Ralph           |               |
| 2018 | Brampton's Own          | Dustin          |               |

### Televisão
| Ano       | Título      | Papel        | Notas                     |
| --------- | ----------- | ------------ | ------------------------- |
| 2012      | NTSF:SD:SUV | Stewie Mears | Episódio: "16 Hop Street" |
| 2015      | Galyntine   | Roman        | Telefilme                 |
| 2017–2024 | S.W.A.T     | Jim Street   | Principal                 |